# Yoshiko Kinohara
Yoshiko Kinohara (木之原 賀子— Kinohara Yoshiko?) (Tokio, Japón; 20 de enero de 1969) es una actriz japonesa que tuvo un rol protagónico en la serie Super Sentai Kōsoku Sentai Turboranger, el número 13 de la franquicia de la Toei Company transmitido por TV Asahi desde el 3 de marzo de 1989 hasta el 23 de febrero de 1990, con un total de 50 episodios.

## Rol
- Kōsoku Sentai Turboranger (1989): Haruna Morikawa (森川 はるな 'Morikawa Haruna'?)/Pink Turbo (ピンクターボ Pinku Tābo?)